# ایستگاه لینکلن (اسکای‌ترین)
ایستگاه لینکلن (انگلیسی: Lincoln station) یک ایستگاه مرتفع در خط میلنیوم سیستم قطار مترو ونکوور در کوکیتلام، بریتیش کلمبیا است. این ایستگاه در راه پینتری واقع شده‌است. واقع بین لینکلن و خیابان شمالی. مراکز خرید مرکز خرید کوکیتلام سنتر و هندرسن پلیس در چند قدمی ایستگاه قرار دارند.